# José Bonifácio (Manaus)
José Bonifácio é um bairro da zona norte da cidade de Manaus. José Bonifácio, na verdade, fica dentro do bairro Nova Cidade e é formado pelas ruas 12 até a 85.
A história do bairro José Bonifácio é fortemente ligada à história do bairro Nova Cidade.
A comunidade foi formada em meados de 1998, quando moradores sem-terra começaram a se fixar no local. A prefeitura tomou providências apenas no ano seguinte. Em 2003, a comunidade foi reconhecida como bairro, mas perdeu o título em 2004. Foi anexado ao bairro Cidade Nova em 2004, em 2005 foi novamente anexado ao bairro de Monte das Oliveiras e em 2009 foi anexado definitivamente ao bairro Nova Cidade, devido ter limites com o bairro por todos os lados.

## Transportes
É servido pela empresa de ônibus Amazon Líder.

## Dados do bairros
- População: 2.561 moradores.